# 杂事秘辛
杂事秘辛又稱漢雜事秘辛，是中國的一部文言文情色文學傳奇小说，共一卷。這部小說主要講述的是汉桓帝册立梁女瑩为皇后的经过，其中涉及梁女瑩的裸体检查。该小說署名是漢朝人所寫，沈德符在《萬曆野获编》卷二十三猜測實際上作者是明朝的杨慎，也有人認為作者是唐朝人。